# U.S. Route 44
La U.S. Route 44 (US 44) est une US Route ouest–est parcourant le nord-est des États-Unis. Elle débute à Kerhonkson, New York, à l'intersection avec la US 209 / NY 55 et se termine à Plymouth, Massachusetts, à l'intersection avec la Route 3A.

## Description du tracé
|       | mi     | km     |
| ----- | ------ | ------ |
| NY    | 65,98  | 106,18 |
| CT    | 106,03 | 170,64 |
| RI    | 26,30  | 42,30  |
| MA    | 38,40  | 61,80  |
| Total | 236,70 | 380,90 |

### New York

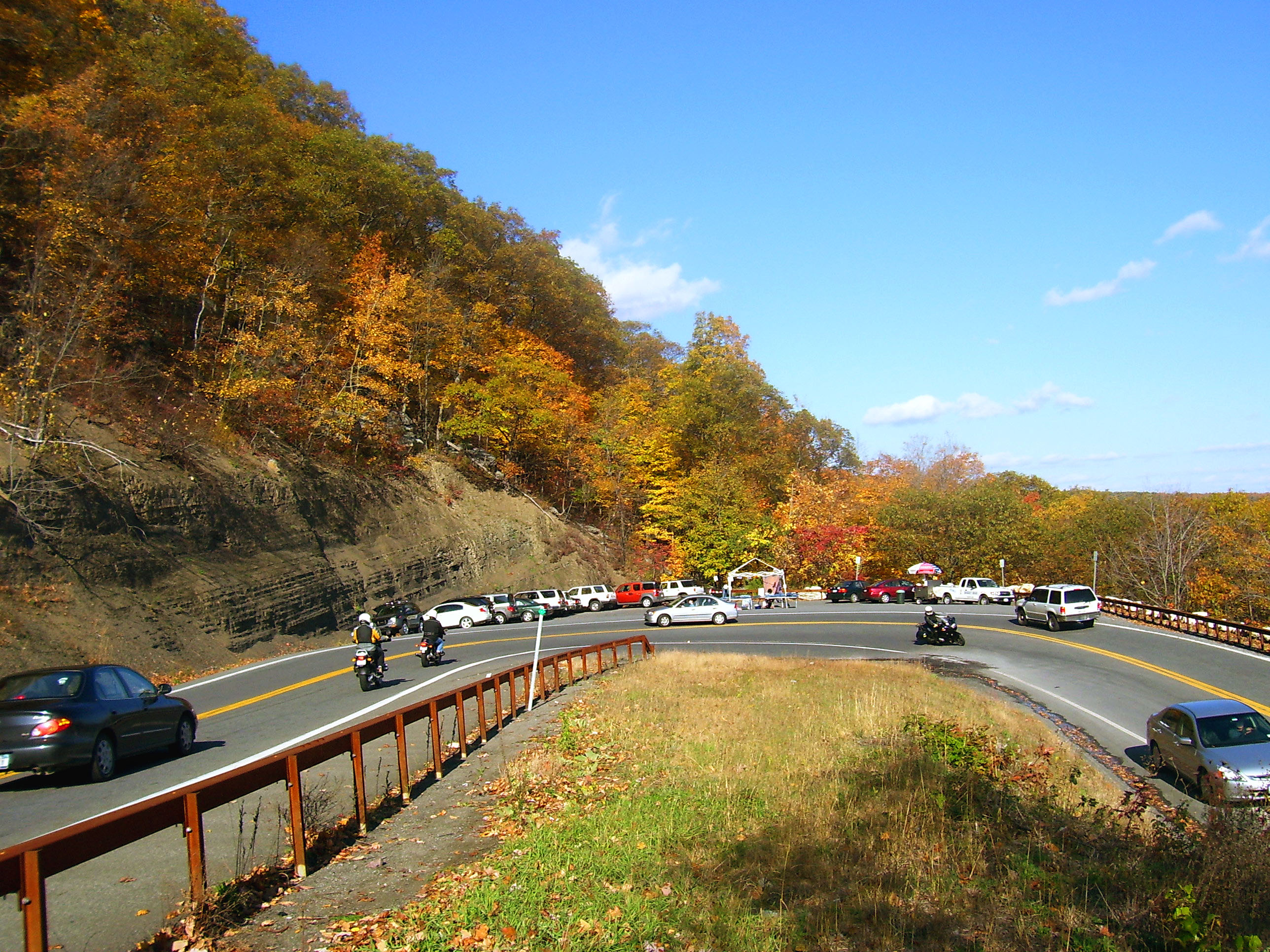
Virage en épingle à cheveu de la US 44 près de Mohonk Preserve dans la Shawangunk Ridge.

La US 44 débute à une intersection avec la US 209 et la NY 55 à l'ouest du hameau de Kerhonkson dans la région de Wawarsing dans le comté d'Ulster. La route se dirige vers l'est dans le comté. À mi-chemin entre Kerhonkson et Gardiner, la US 44 marque un virage en épingle à cheveu dans la Shawangunk Ridge.
Plus à l'est, la route passe par les hameau de Gardiner et de Clintondale. À Highland, elle rencontre la US 9W. Elle forme un multiplex avec celle-ci et traverse le fleuve Hudson sur un pont à péage (uniquement en direction est). La route entre ainsi dans la ville de Poughkeepsie. Elle la traverse en empruntant deux rues parallèles à sens unique. La US 44 se poursuit ensuite vers le nord-est et passe par Pleasant Valley, Millbrook et Amenia, où elle bifurque vers le nord jusqu'à Millerton. Là, elle tourne vers l'est et atteint rapidement la frontière avec le Connecticut.

### Connecticut
Après être entrée dans l'état près de Salisbury, la US 44 traverse la localité et se rend à North Canaan, vers le nord-est. À North Canaan, elle s'aligne en direction sud-est jusqu'à Hartford, en passant par Winsted et Canton. À Hartford, elle se rend jusqu'au centre-ville et traverse le fleuve Connecticut en multiplex avec l'I-84 et la US 6. Elle passe ensuite au nord de East Hartford et est parallèle à l'I-84 puis, à l'I-384. À la fin de cette autoroute, la US 44 prend le relais pour relier le nord-est de l'état. Elle passe par des zones très rurales de l'est du Connecticut avant d'atteindre Putnam. Elle rencontre l'I-395 et poursuit vers l'est jusqu'à la frontière avec le Rhode Island.

### Rhode Island
La US 44 entre au Rhode Island au sud-ouest de Burrillville. Elle suit un tracé vers l'est et le sud-est jusqu'à Providence. Elle atteint le centre-ville de Providence et l'I-195. C'est en multiplex avec celle-ci qu'elle traverse la rivière Seekonk et qu'elle entre à East Providence. Un peu plus à l'est, la route atteint la frontière avec le Massachusetts, après avoir parcouru 26,2 miles (42,2 km) dans l'état.

### Massachusetts
La US 44 entre dans l'état dans la ville de Seekonk. Elle continue son trajet dans les villes de Rehoboth et de Dighton jusqu'à Taunton. Elle continue plus à l'est et passe par les villes de Raynham, Lakeville, Middleborough, Carver, Plympton et Kingston avant d'atteindre son terminus est à Plymouth.

## Intersections majeures
New York
 US 209 / NY 55 à Kerhonkson
 US 9W à Highland. Les routes forment un multiplex dans la ville.
 US 9 à Poughkeepsie
 Taconic State Parkway à Pleasant Valley
Connecticut
 US 7 à North Canaan. Les routes forment un multiplex dans la ville.
 US 202 à Canton. Les routes forment un multiplex jusqu'à Avon.
 I-84 / I-91 / US 6 à Hartford. L'I-84 / US 6 / US 44 forment un multiplex jusqu'à East Hartford.
 US 5 à East Hartford. Les routes forment un multiplex dans la ville.
 I-84 / US 6 à Manchester. La US 6 / US 44 forment un multiplex jusqu'à Bolton.
 I-384 à Bolton
 I-395 à Putnam
Rhode Island
 I-295 à Smithfield
 US 1 à Providence. Les routes forment un multiplex dans la ville.
 US 1A à Providence. Les routes forment un multiplex dans la ville.
 I-195 à Providence. Les routes forment un multiplex dans la ville.
 US 1A à East Providence
Massachusetts
 I-495 à Middleborough
 Route 3A à Plymouth